# Kantatie 44
Pour les articles homonymes, voir Route 44.
La route principale 44 (en finnois : Kantatie 44 est une route principale allant de Sastamala à Kauhajoki en Finlande.

## Description
La route principale 44 est une voie routière entre le Satakunta et l'Ostrobotnie du Sud. 
La qualité de la route est quelque peu incohérente car la route est une combinaison de tronçons de route d'âges différents. Les nouveaux tronçons sont entre Äetsä et Kiikoinen et Lavia et Kankaanpää. Une route plus étroite et sinueuse de Honkajoki à Kauhajoki.

## Parcours
La route parcourt les municipalités suivantes :
- Sastamala
- Pori
- Kankaanpää
- Honkajoki
- Kauhajoki